# Costularia arundinacea
Costularia arundinacea là một loài thực vật có hoa trong họ Cói. Loài này được (Sol. ex Vahl) Kük. mô tả khoa học đầu tiên năm 1938.